# Villereau (Loiret)
Villereau település Franciaországban, Loiret megyében. Lakosainak száma 401 fő (2022. január 1.). Villereau Aschères-le-Marché, Bougy-lez-Neuville, Neuville-aux-Bois, Saint-Lyé-la-Forêt és Trinay községekkel határos.

## Népesség
A település népessége az elmúlt években az alábbi módon változott:
| Lakosok száma | 226  | 278  | 333  | 384  | 382  | 369  | 375  | 394  | 398  | 401  |
|               | 1968 | 1982 | 1990 | 2006 | 2013 | 2015 | 2017 | 2019 | 2020 | 2022 |